# Chrysobothris carneola
Chrysobothris carneola es una especie de escarabajo del género Chrysobothris, familia Buprestidae. Fue descrita científicamente por Voet en 1806.